# Ennucula puelcha
Ennucula puelcha – gatunek małża należącego do podgromady pierwoskrzelnych.
Występuje na głębokości od 589 do 1900 metrów. Są rozdzielnopłciowe, bez zaznaczonych różnic płciowych w budowie muszli. Odżywiają się planktonem oraz detrytusem.
Występuje w Panamie.